# プリマックス
『プリマックス』（Pretty Max）は、作：柴田ヨクサル、画：蒼木雅彦による日本の漫画作品。読切版を再構成して『週刊ヤングジャンプ』（同）2015年21・22号から2017年21号まで週刊連載。
話数カウントは「#○」。サブタイトルには全て「カワイイ」というキーワードが組み込まれている。
柴田ヨクサルにとっては、初の原作担当作品である。

## ストーリー
高校生の内森モン太は、ある日、心に秘めたとある願いを叶えるべく、茨城県の山中でツチノコを捕まえ懸賞金の1億円を手にする。そして「100万円くれたら何でも願いをきく」と話していた、幼馴染で友人の岬ツバメと篠原竹雄に資金を手渡し、お願いをする。その願いとは、「女装ダンスグループを組み、学園祭のステージで一緒に可愛く踊ろう」というものであった。
お金を受け取った手前、当初は戸惑いながらも渋々参加していたツバメと竹雄であったが、やがてモン太のひたむきさや“カワイイ自分”に変身して踊ることへの楽しさと達成感に魅入られてゆく。そして、学園祭でのステージで大成功を収めた3人は、さらなる高み（モン太いわく『カワイイの星』）を目指し、突き進む。

## 登場人物

### 主要人物
内森モン太（うちもり モンタ）
本作の主人公。とある高校に通う男子生徒。見た目は身長が低く地味な眼鏡男子だが、その大人しい風貌とは裏腹に、目的に対する強い意志と大胆な行動力の持ち主。元体操選手であることから身体能力がすこぶる高い上に頭の回転も良く、一度見たダンスの振付けは完璧に再現することが可能である。理由は不明だが、膝に古傷を抱えている。
女装をするとツインテールの髪型をした周囲が目を見張るほどの美少女に変身し、その姿で踊る独創性にあふれたダンスは男女構わず見る者をたちまち魅了する。また歌も非常に上手く、少女のように澄んだ歌声を出すことが出来る。喧嘩は得意ではなく、ツチノコ捕獲により大金持ちになったことからトラブルに遭うことも多いが、大抵はこの“カワイさ”の作用でことなきを得ている。
独特な価値観を持っており、彼の中では“カワイイ”という概念こそが物事を判断する上での絶対的な指標である。それゆえに、カワイさの追求のためには世間の常識から逸脱した行動も厭わない面がある。幼馴染のツバメ・竹雄と共に『宇宙一のカワイさ』を目指し、邁進を続ける。
ダンスグループは、のちにワルコによって『プリマックス』と命名された。
岬ツバメ（みさき ツバメ）
モン太と竹雄の幼馴染で、同じ高校に通う男子。髪は茶色のミディアムヘアーで、制服も着崩していてややチャラい外見。身長は178cm。レスリング部に所属しており喧嘩はめっぽう強く、歳相応にスケベで可愛い女子やおっぱいに目がない。レスリングに対しては真摯に取り組んでおり、柔道部である竹雄との異種格闘戦に負けた際は本気で悔しがっていたほどである。明るい性格で正義感もあり、そこそこのイケメンであるものの、普段の軽薄な言動が災いしてか学校の女子にはモテていない。
特技はギター演奏で、小学生の頃から大人とバンドを組んでいたほどの天才的な腕前を持つが、演奏中にテンションがピークに達すると乱闘を起こすという悪癖があり、普段は「裏芸」として封印している。ツグミという妹がおり、恋愛の相談を受けるなど兄妹仲は良好である。
女装をすると妹とそっくりな美少女に変身する。また、当初は筋肉質な体つきをしていたが、女装を始めてからはそれに合わせて減量してスレンダーな体型になり、階級も落とした。
篠原竹雄（しのはら たけお）
モン太とツバメの幼馴染で、同じ高校に通う男子。黒髪のツーブロックヘアーで、長身痩躯のクールなイケメン。身長はツバメより若干高い180cm。どこか達観的な雰囲気を漂わせており、ツバメとは対照的に女子からはよくモテているが、「今は彼女はいらない」と口にしている。逆境に強い性格の持ち主で、3人の中では精神的な支柱ともいえる存在である。高校では柔道部に所属しがてら、家庭の事情からアルバイトもしている。
母親は竹雄が中学生の頃に4つ子の弟妹を産んだ直後に死去、父親はギャンブルで数億円の借金を抱えており、家での主食は米とモヤシ炒めという過酷な極貧生活を強いられているが、当の本人は現状を全て受け入れて生活している。10歳の頃に、父親が競馬で当てた金でファミレスのメニューを一晩かけて全種類食べ尽くしたことがある。家では時に弟妹たちの母親代わりになってあげたりと、家族想いの心優しき少年である。
女装をするとロングヘアの髪型をしたクールビューティーな美女に変身する。自分の女装姿に潜在的に恋をするほど気に入ってしまっている。また、ツバメと同様に当初は筋肉質な体つきをしていたが、女装を始めてからはそれに合わせて減量してスレンダーな体型になり、階級も落とした。

### モン太の通う高校
時置銀河子（ときおき ぎんがこ）
モン太たちと同級生の女子。通称「ワルコ」。おかっぱ頭で、吊り上がった目をしている。左目の下に泣きぼくろがある。その人相の悪さから、元々は目つき悪コ（めつきワルコ）と呼ばれていた。悪辣で計算高く、金銭にがめつい性格。自らを『生まれつきの悪（ナチュラルボーンワル）』と称し、時おり哲学めいたセリフも口にする。上記のような見た目と性格であることから、友達は1人もいない。実は隠れ巨乳の持ち主。カニミソの軍艦巻が好物。
学園祭で偶然モン太たちの“変身”を目撃し、彼らのダンスを無断で動画サイトにアップし、その人気を利用して金儲けを企む。断れば正体をバラすことをちらつかせつつ将来のデビュー計画を持ちかけるが、金銭に興味のないモン太からはさっぱり相手にされなかった。ある時、自らの所業が原因となって不良男子生徒からリンチに遭うがツバメに助けられ、お礼を口にした際にうっかり“カワイイ”一面を出してしまい、モン太に指摘されると激しく狼狽していた。その後も金儲けは諦めておらず、マネージャー兼プロデューサーを自称し何かにつけて3人の活動に絡んでくるようになる。
女装して踊る3人を「変態」「金づる」などと罵しりながらも、そのダンスの魅力は本物であると心から認めており、のちにオリジナル楽曲やPVの作成にも積極的に取り掛かる（ただし、その作詞センスはあまりにも独特である）。モン太たちのダンスグループに命名した『プリマックス』は、彼女の幼少期の唯一の友達であった愛犬の名前に由来している。姉の空子とは浅からぬ因縁がある。
自分では決して認めないが、ツバメのことを心憎からず思っているフシがあり、アイサキや月子にはそれを見抜かれている。
明智穂都（あけち ほむず）
見た目は小学生のような低身長の女子生徒。黒縁の眼鏡をかけている。個性的なその名前は、推理小説ファンの父親が名探偵ホームズから取って付けたとのこと。名前が示す通り、推理小説と探偵の真似事を好む。性格は欲望に忠実で独善的。
生来の男嫌いで“カワイイ女の子”が大好きであり、文化祭で見た女装姿のモン太たちに一目惚れをし『ラストガール』と呼んで追い回した挙げ句、あるとんでもない行動に走る。
二上三雲（ふたがみ みくも）
ツバメの先輩で、レスリング部の主将を務める男子生徒。通称『ニーサン先輩』。身長はツバメと同じく178cm。長身の美形で、ホストのアルバイトもしている。女好きで、特に太めの女性が好み。勝負事には真剣であり、レスリングの地区大会で女装のモン太たちが応援をしようとした際は「うっせえブス」と暴言を吐き、彼らに深いトラウマを与えた。のちに、その正体がモン太たちであると知った際は、直前に彼らにディープキスをしてしまっていたこともあり嘔吐してしまった。
その後も女装そのものを毛嫌いしていたが、とある街中でモン太たちがダンスをしているところに出くわし、その全身全霊で“カワイイ”を追求する姿勢に心を打たれ、賛辞の言葉を贈って和解する。さらに後日、モン太から女性用の服を贈られたことをきっかけに、自らも女装にハマるようになってしまった。
「女という生き物はすべからく天使である」という信念を持つが、実は少年期から一途に思い続けている相手（大豊光子丸）がいる。
橋野勝利（はしの かつとし）
レスリング部に新たに加わった転入生の男子生徒。1年生でありながらインターハイの個人戦で3位になるなど、ニーサン先輩も認める実力派である。大会出場を賭けたツバメとの勝負に敗れてしまい多大なショックを受け、抜け殻のようになってしまっていたが、女装姿のモン太たちに励まされ元気を取り戻す。
岡（おか）
柔道部顧問の男性教師。鋭い目つきに加えて口髭を蓄えており、威厳に満ちた佇まいをしている。柔道歴35年の強者で、かつて修学旅行先で現れた幽霊をおくびにも出さず力技で退治したことから、『GKO（ゴーストノックアウト）』の異名を持つ。
竹雄の柔道の才能を買っており、体重を増やして階級を上げることを勧めるが断られ、彼の“美学”を確かめるために対決をすることになる。ちなみに、教室で担当の授業をする際でもなぜか柔道着を着用している。

### その他の登場人物
アイサキアオ
ネットアイドルの少女。本名は不明。自身で完全プロデュースしたビデオクリップをネットに上げ好評を博しており、ライブのチケットは即日売り切れになるほどのカルト的人気を得ている。己の“カワイさ”には絶対的な自信を持っており、日頃のストイックな練習により洗練されたそのダンスは、モン太と同じく見る者をたちまち魅了する。
ある日、早朝の公園でダンスの練習をしていたところをモン太に見初められ、成り行きで『カワイイ勝負』をすることとなる。モン太を一度は自信喪失に追い込むほどの完璧なカワイさを見せるが、その後3人揃ってのダンスを目の当たりにして逆に圧倒され、彼らに一目置くようになり良きライバル関係となる。とりわけ、モン太の生態については興味を持っている様子。
とあるアイドル大会の投票でプリマックスに負けたことを機に、ワルコにPVのプロデュースを依頼するが、その結果、自身の思惑とはあまりにもかけ離れた方向で“新境地”を開拓されてしまう。当初は落ち込んでいたものの、形はどうあれ自身の知名度アップには多大な効果があったことからワルコに信頼を置くようになり、その後も度々プロデュースを依頼するようになる。
松野月子（まつの つきこ）
ファーストフード店でナンパを繰り返していたツバメの前に、突如現れた美人女子高生。その正体は、人気アイドルグループ『クレッセント・ムーン』の中心メンバーである。ファンからの愛称は『ムン子』（「月」＝「ムーン」に由来）。
実はツバメとは同じ小学校の同級生であり（彼は全く覚えていなかった）、1年生の時から3785日に渡ってツバメのことを一心に想い続けていた。カラオケ店で満を持して正体を明かし、自身の曲を歌いつつ告白をするが、そのあまりのカワイさに嬉しさよりも向上心を煽られてしまったツバメに断られてしまう。ショックのあまり泣きながらツバメを殴って立ち去ってしまったが、その後も諦めずにアプローチをかけ続けている。
普段の髪型はストレートであるが、アイドル活動時はツインのお団子ヘアーになる。作中トップクラスの実力を持つアイドルであり、歌唱力・ダンス・作詞においても非凡なセンスを発揮している。
大豊光子丸（たいほう みつこまる）
ニーサン先輩の幼馴染の女子で、彼の想い人。力士のように立派な体格をした女子高生であり、小学生の時にニーサン先輩に告白されて以降、アプローチを受ける度に彼を投げ飛ばしている（それが彼女なりの愛情表現であるのかどうかは、定かではない）。
少女モンスター（しょうじょモンスター）
ネットアイドルの三人組。回転寿司屋で鉢合わせた『プリマックス』に路上パフォーマンス勝負をけしかけ、アクロバットを交えたパワフルなステージで瞬く間に観衆の心を掴んだ。対するプリマックスは、彼女らに対抗すべく生命の危険を度外視した剣呑なパフォーマンスをし観衆を引かせてしまう。勝利を確信した彼女らはプリマックスに敗北を認めるよう迫るが、月子の介入によって観衆の歓心は全てそちらに持って行かれる結果となり、勝敗はうやむやになってしまった。月子に対しては素直に負けを認め、さらなる精進を誓いその場をあとにする。
蒲池奈保子（かばち なおこ）
公園で練習を積んでいた『プリマックス』の前に突如現れた中年女性。猫カフェを模したスナックのような店で働いている。
その正体は、かつて1980年代にテレビで活躍していたアイドルであり、高い歌唱力とルックスを誇っていたが、巨乳のせいでファンからは胸しか見てもらえず『ボイン子』とあだ名されるなど不遇の芸能生活を送っていた。そんなある日、テレビの水泳大会の収録で“ポロリ”をやってしまい、写真週刊誌にその写真が掲載されたことからあだ名が『ボロリ』となり、正統派アイドルとしてのイメージは失墜してしまう。さらに、そのお礼参りに週刊誌の出版社に乗り込んだつもりが、間違えてヤクザの事務所に潜入し、そこでも『ボロリ』と呼ばれたことから激昂し、その場にいたヤクザを全員病院送りにさせ、芸能界からフェードアウトした。ただし、48歳となった今でもアイドル復帰を諦めてはおらず、日々歌唱力の保持と肉体の鍛錬に明け暮れている。
アイドルとしての実力は紛れもなく本物であり、パフォーマンス時は観客を自分の世界に引き込んで、現役アイドルさながらの若返りぶりを見せる。喧嘩の強さも常人離れしており、人体を軽々と持ち上げて投げたり、スタンガンを受けても怯まず素手でそれを破壊するほどである。

### 登場人物の家族
内森キエ子（うちもり キエコ）
モン太の母親。36歳。竹を割ったような性格でノリが良く、息子の活動についても理解のある良き母。ただし、現実主義的な考え方も持っている。特撮ドラマなどに出演するスーツアクターを仕事にしており、鍛え抜かれたその肉体はかなり筋肉質で、腕力・身体能力も非常に高い。
魔法少女をモチーフにしたモン太たちのPV撮影に協力をするが、『悪の女幹部』としての演技に入り込み過ぎてしまい、一騒動を起こすことになる。
岬ツグミ（みさき ツグミ）
ツバメの妹。大人しい性格の美少女で、プロ級の腕前を持つ料理を始め、家事全般が得意である。
兄の幼馴染である竹雄に幼少期から一途な恋心を寄せているが、その想いが強くなり過ぎてストーカー行為に発展するなど悩んだ末に、兄に相談して事態の打開を図る。愛情表現の方法が少々特殊であり、その突飛な行動も相まって竹雄をしばしば困惑させている。その後も竹雄にアプローチをかけ続けるが、穂都の身勝手な行動によるアクシデントに巻き込まれ、彼女にファーストキスを奪われてしまう（ツグミ自身は目をつぶっていたため、竹雄とキスしたと勘違いして喜んでおり、その事実に気づいていない）。
女装時の兄に瓜二つであることから、街中で間違えられトラブルに遭ったこともあり、兄の“秘密”には薄々気づき始めている様子。
竹雄の父
リーゼントに黒のサングラスという、見るからにカタギではない風貌の男。フルネームは不明。世の中のあらゆる賭けことに手を染める根っからの“ギャンブラー”。ギャンブルで多額の借金を背負い、子供たちには極貧生活を余儀なくさせているが恨まれてはおらず、むしろ家族仲は良好である。
筋肉質な体格をしており、独学で截拳道(ジークンドー)を会得している。竹雄が柔道を始めたのもこの父の影響である。「ギャンブルで負けた金はギャンブルで返す」という、不動の信念を持っている。
ミツオ
マサオ
ハルコ
サクラ
竹雄の弟妹たち。全員、極貧生活を強いられてもなお、父を恨もうとしない健気な性格。
時置空子（ときおき そらこ）
アイドルグループ『お嬢』のリーダー。ワルコの姉であり、ペットのイノシシを使い、ワルコのプリマックスを殺害させた張本人。ワルコとは対照的に大変な美人であり、幼少期からその扱いには天地の差があった。豪奢なセレブ生活の中で時間を持て余しており、『お嬢』を結成した理由も単なる暇潰しの一環である。
結成記念のコンサートを潰しに来たワルコを自らの手で叩き伏せ、さらには『プリマックス』の三人を手懐けバックダンサーにしてコンサートを大盛況に終わらせるなど、ワルコにこれ以上ないほどの完全な屈辱と敗北を与えた。

## 書誌情報
- 柴田ヨクサル（作）・蒼木雅彦（画） 『プリマックス』 集英社〈ヤングジャンプ・コミックス〉、全10巻
  1. 2015年9月23日発行（9月18日発売[集 1]）、ISBN 978-4-08-890297-5
  2. 2015年10月24日発行（10月19日発売[集 2]）、ISBN 978-4-08-890298-2
  3. 2016年2月24日発行（2月19日発売[集 3]）、ISBN 978-4-08-890323-1
  4. 2016年3月23日発行（3月18日発売[集 4]）、ISBN 978-4-08-890371-2
  5. 2016年6月22日発行（6月17日発売[集 5]）、ISBN 978-4-08-890454-2
  6. 2016年9月21日発行（9月16日発売[集 6]）、ISBN 978-4-08-890491-7
  7. 2016年12月24日発行（12月19日発売[集 7]）、ISBN 978-4-08-890561-7
  8. 2017年3月22日発行（3月17日発売[集 8]）、ISBN 978-4-08-890605-8
  9. 2017年4月24日発行（4月19日発売[集 9]）、ISBN 978-4-08-890665-2
  10. 2017年5月24日発行（5月19日発売[集 10]）、ISBN 	978-4-08-890666-9

## 読切版
『ミラクルジャンプ』（集英社）2014年11月号に掲載。